# Bulong neo

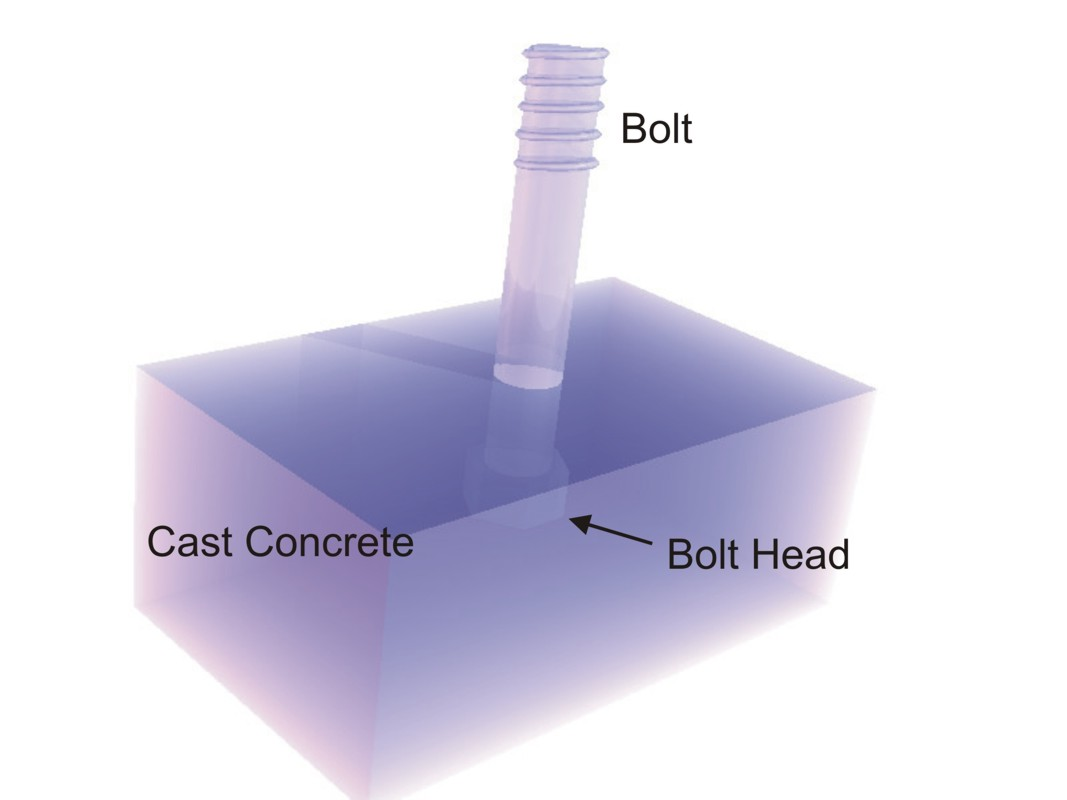
Bulong neo

Bulong neo hay bulong móng là một chi tiết quan trọng dùng để cố định các kết cấu, đặc biệt là kết cấu thép, gắn chặt vào xi măng. Nó được sử dụng nhiều trong thi công hệ thống điện, trạm biến áp, hệ thống nhà xưởng, nhà máy, nhà thép kết cấu. Có rất nhiều loại bu lông neo, bao gồm các mẫu thiết kế mà chủ yếu là độc quyền cho các công ty sản xuất. Tất cả bao gồm một đầu ren, mà ốc vít và vòng đệm có thể được gắn cho các phụ tải bên ngoài. Bulong neo được sử dụng rộng rãi trên tất cả các loại dự án, từ các tòa nhà tiêu chuẩn để đập và nhà máy điện hạt nhân. Chúng có thể cũng được sử dụng để đóng chặt tấm gắn vào một móng bê tông khi sử dụng với một yếu tố kết cấu thép.

## Thư viện ảnh

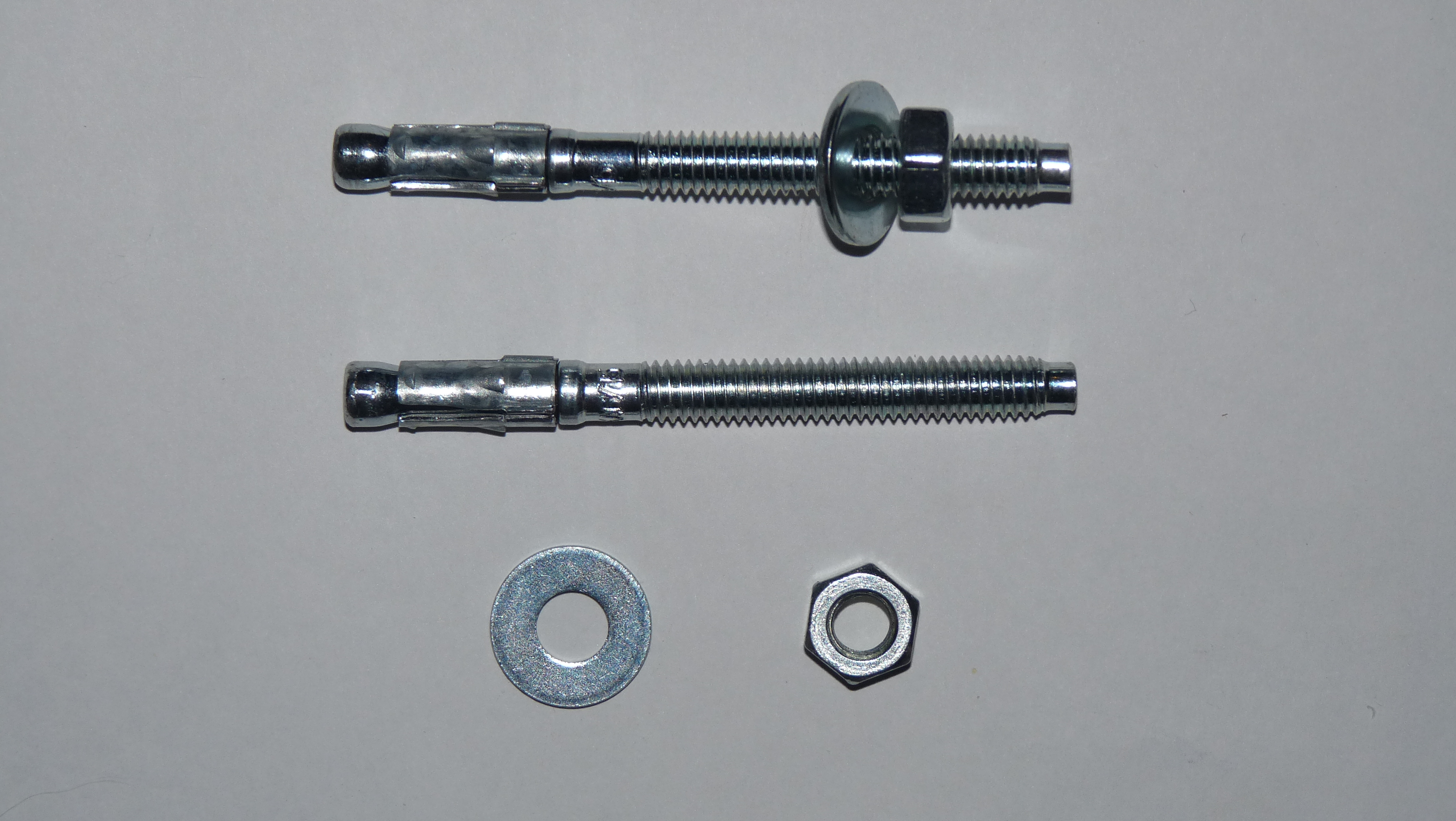
Wedge type - 1
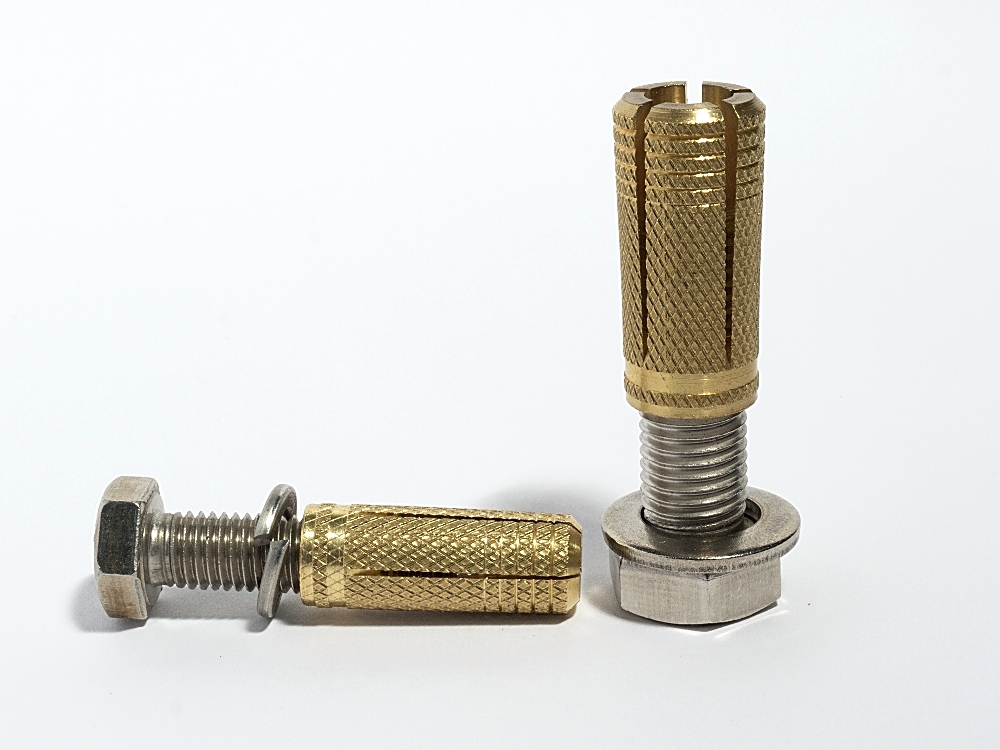
Undercut type
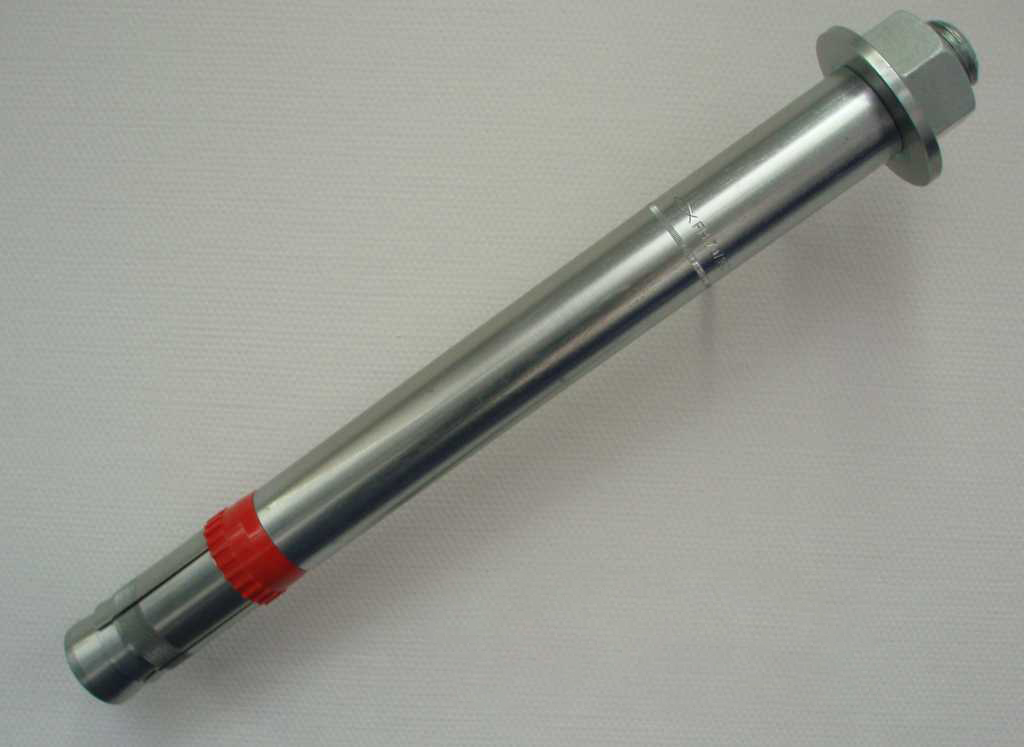
Sleeve type
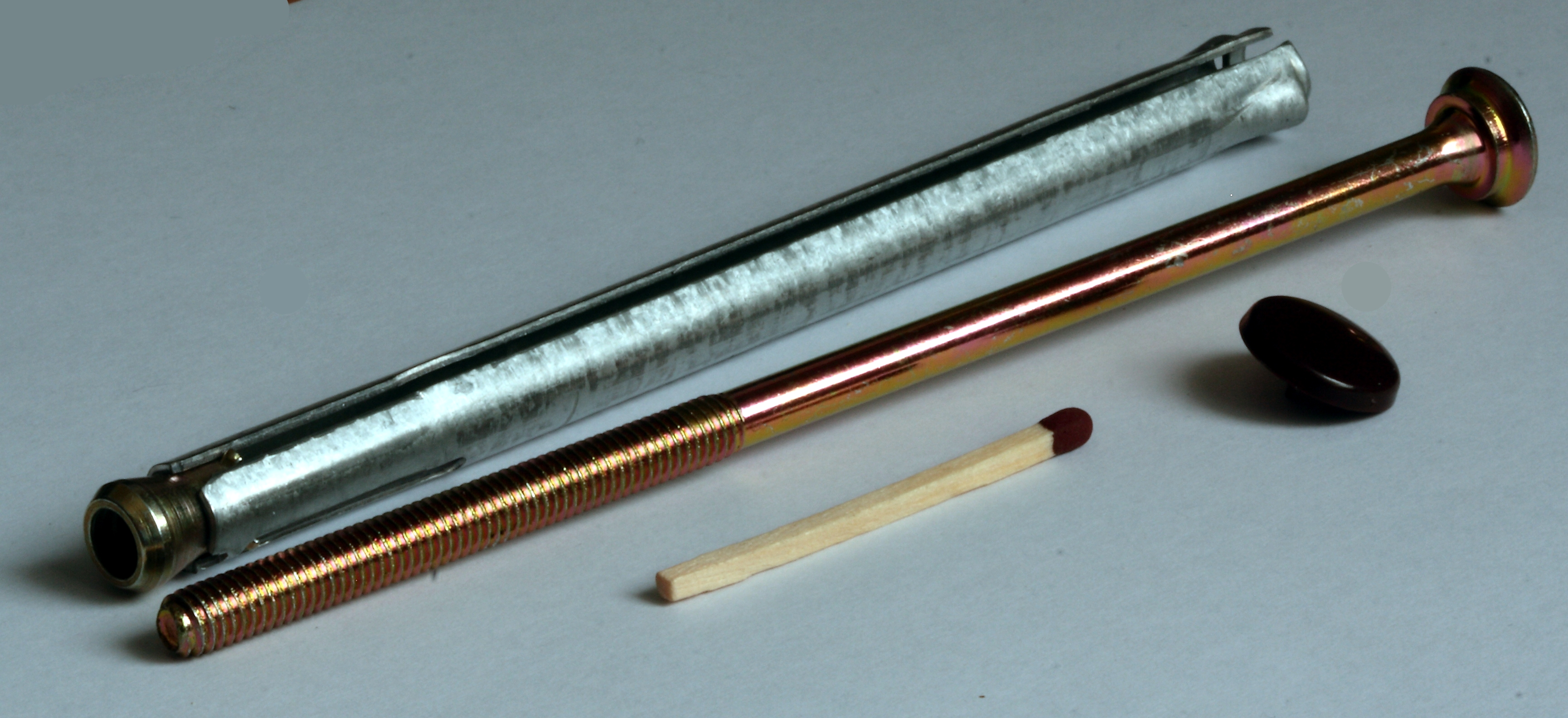
Wedge type - 2
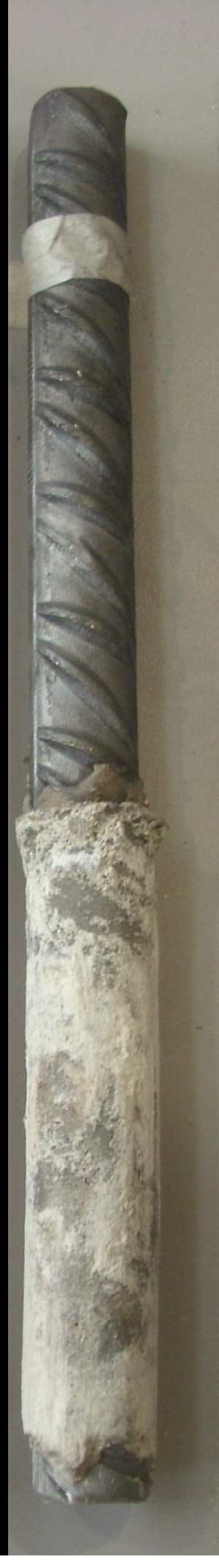
Bonded Anchor
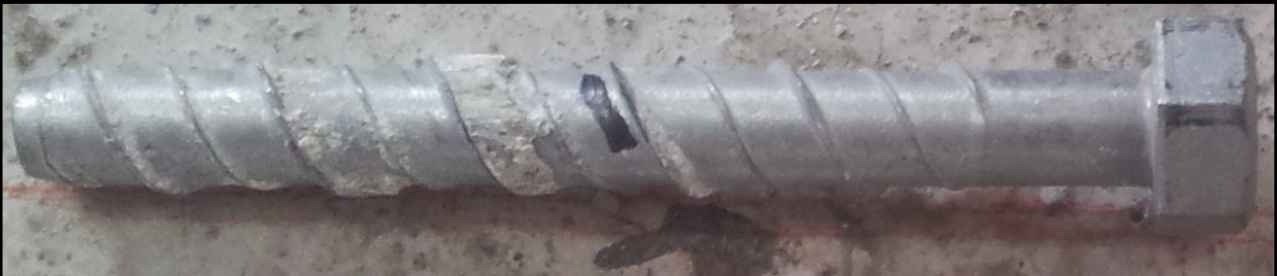
Concrete Screw